# Курган Роланда (Лобез)
Курган Роланда в Лобезе (пол. Kopiec Rolanda w Łobzie) — мемориальный комплекс, построенный на средства жителей Лабеса (в то время город находился на территории Веймарской республики, после Второй мировой войны отошел к Польше, с 19 мая 1946 года — Лобез) в 1920-х годах со скульптурой Роланда, возведённый в память граждан Лабеса, погибших во время Первой мировой войны. Располагается в лесопарке в юго-западной части города.

## История создания
В 1922 году жители города Лабес в память о 208 горожанах, погибших в Первой мировой войне, воздвигли памятник Роланду на специально отсыпанном кургане. Все работы финансировались за счет добровольных пожертвований общины, в строительстве приняли участие 1096 безработных, в том числе временно потерявших работу . Автором проекта памятника был берлинский скульптор Ганс Дамманн (1867-1942), проект был исполнен мастерской скульптора Фрица Рихтера-Эльснера. Районный секретарь лейтенант Шульце отвечал за все работы, связанные со строительством объекта. Жители города отработали на строительстве мемориала в общей сложности 4850 часов, перевезли 1360 м³ земли и около 300 тонн каменного материала, из которого были возведены мегалитические сооружения (мегалиты, кромлехи, рунические камни), украшенные барельефами. На склоне кургана были сооружены четыре рукотворные террасы, символизирующие память предков, семейную общность, сказки и легенды, и, наконец, жертвенный круг. Террасы плавно поднимались вверх и соединялись между собой каменными лестницами (средней и боковой). Все сооружения составляли так называемую «рощу героев» (Heldenhain) — понятие, зародившееся в древнегерманской мифологии и отсылающее к «Песни о Нибелунгах». В центре жертвенного круга размещалась статуя немецкого рыцаря, опирающегося на меч, вместе с постаментом её высота составляла 10,5 метров, рыцарь был виден из любой точки города. Его окружали семь квадратных колонн с именами 208 погибших, выбитых на мемориальных досках. Холм Роланда (Зигфрида, Готфрида — такие наименования получил рыцарь) в настоящее время (согласно карте) имеет высоту около 100 метров над уровнем моря, и возвышается над кладбищем на несколько метров. Искусственные сооружения дополняли деревья, каждая порода имела также символическое значение. Сосны обозначали печаль и одиночество, ели — жизнь и возрождение, ясени и грабы — долголетие и гордость.  
Памятник был официально открыт 1 августа 1926 года президентом Веймарской республики Паулем фон Гинденбургом. 
В 1931 году кинокомпания Эриха Пухштейна «Культурфильм» сняла немой 12-минутный фильм Heldentum — Volkstum — Heimatkunst (другое название — Die Stadt im Osten) о памятнике Роланду с видом на Лобез (режиссер — Фриц Пухштейн, сценарий — Фрица Рихтер-Эльснера, оператор — Фриц Пухштейн, продюсер — Эрика Пухштейн, лейбл — Культурфильм Эрих Пухштейн (Кенигсберг). В том же году окрестности памятника были перестроены, установлена мемориальная доска Адольфу Гитлеру, которому в 1933 году было присвоено звание почетного гражданина города, а одна из улиц была названа его именем.

## Современное состояние

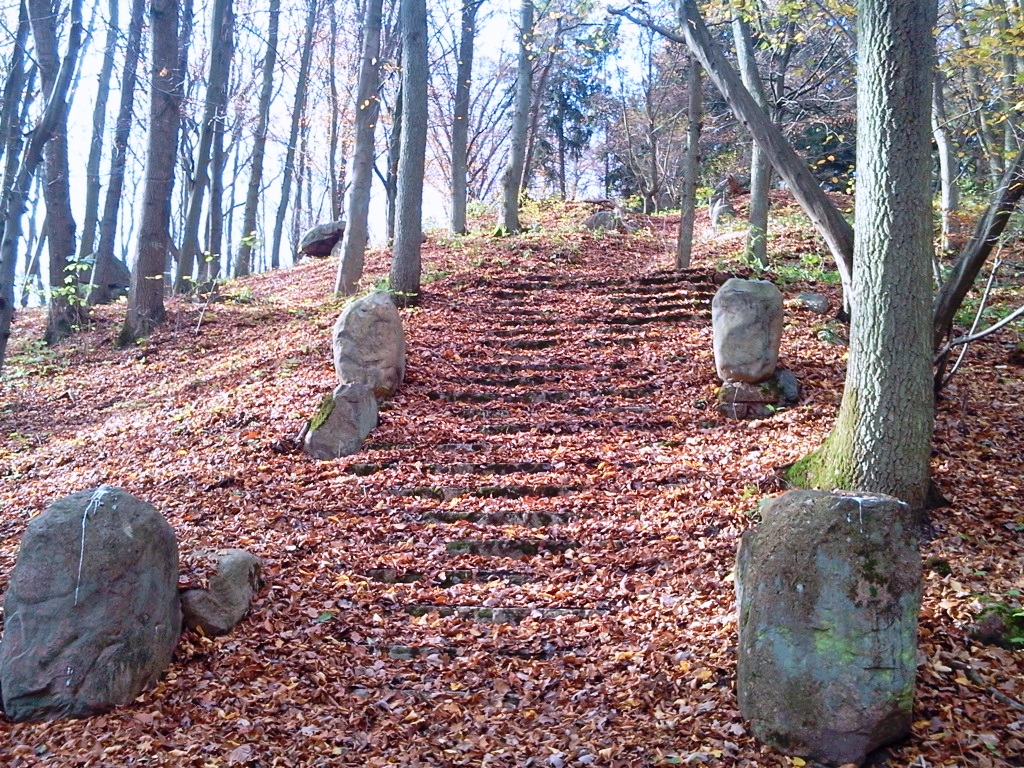
Курган Роланда. Лестница в 2013 году

Памятник Роланду был частично разрушен советскими войсками в 1945 году (уничтожена мемориальная доска Адольфу Гитлеру), вторично он был взорван в начале 1970-х годов. Остатки семи колонн, окружавших центральную статую и мегалитических каменных построек, расположенных на склоне кургана, разрушались на протяжении нескольких десятков лет. В 2013 году «Wzgórze Rolanda» был внесен в реестр недвижимых памятников Западно-Поморского воеводства (Законодательный вестник № 5130.19.2013.AR) . С 2014 года вокруг Кургана Роланда проводится гонка на велосипедах по пересеченной местности. Под наблюдением реставраторов Ассоциация социально активных пенсионеров расчистила лестницу на кургане, а Ассоциация Центра социальной интеграции ликвидировала ямы на его склонах. В 2016 году было принято решение восстановить этот исторический район.

## Лапидарий, стена памяти и памятник жителям города, погибшим в двух войнах

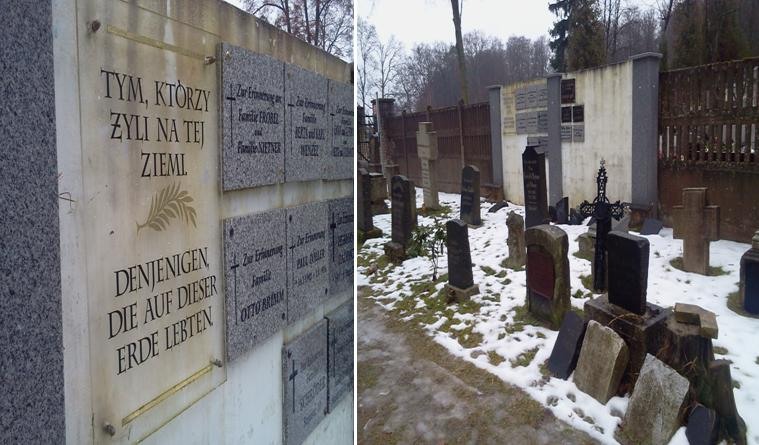
Лапидарий. Стена памяти и надгробия со старого немецкого кладбища

Лапидарий в Лобезе был основан в начале 1990-х годов, тогда же была возведена Мемориальная стена «Тем, кто жил на этой земле». Инициаторами создания Лапидария были Лидия Лалак-Савель и Чеслав Сзавель, систематически размещавшие фрагменты надгробий со старого немецкого кладбища перед воротами современного кладбища. Лапидарий посвящен памяти бывших жителей города Лобез (Лабес) — 208, погибших в Первой мировой войне, погибших во Второй мировой войне и в 1945—1947 годах во время депортации. В 2018 году общее число жертв Лобеза во время Второй мировой войны и периода перемещения (1939—1947) было определено Зигфридом Ханнеманом в количестве 845 человек. Общее число жертв Лобеза в обеих войнах и в период перемещения (1945—1947) составило 1053 человека (569 солдат и 484 гражданских лица).
В 1993 году был установлен каменный памятник, посвященный памяти немецких семей, погибших в Лобезе. Состоялась полевая месса и освящение памятника пастором Хартмутом Джокесом и приходским священником Вацлавом Плавским. Делегация бывших жителей Лобеза (Heimatgemeischaft der Labeser) участвовала в церемонии вместе с  мэром города Мареком Ромейко.
Лапидарий, Стена памяти, Монумент памяти и обелиск Отто Пухштейна находятся под наблюдением учеников средней школы в Лобезе на основании договора, подписанного с Heimat Labes.